# Svastra albocollaris
Svastra albocollaris är en biart som först beskrevs av Cockerell 1918.  Svastra albocollaris ingår i släktet Svastra och familjen långtungebin. Inga underarter finns listade i Catalogue of Life.